# 賴東生
賴東生，綽號 「水房賴」，澳門黑幫和安樂頭目、澳門企業家，澳門菱峯集團主席。

## 生平
興趣：賽車、潛水、滑雪，目前主力投資澳門房地產、賭業賭廳、博彩中介人等生意，亦有參與中國大陸、中國澳門的慈善事業
但賴東生亦被傳媒指是黑幫和安樂的頭目  ，賴東生更被傳媒指與在2011年出獄的「崩牙駒」尹國駒曾有利益衝突，賴氏曾下令暗殺尹氏，但近年來賴東生已趨向低調，據傳媒指出賴氏的家業達逾百億港幣。

2020年8月5日，香港媒體蘋果日報消息，賴東生本人因涉及於中國大陸所犯的殺人案於柬埔寨落網，預計日內會送回廣東省珠海市送審行訊。

## 賭業、賭廳經營手法
- 賴東生以基金借款予賭廳廳主經營所有的注資、賭廳經費均由基金負責，不需要賴氏親自打理。

## 相關形象影視角色
- 《濠江風雲》（1998年）：劇中的小李角色影射賴東生，由吳毅將飾演。